# Hadgaon
Hadgaon è una città dell'India di 23.328 abitanti, situata nel distretto di Nanded, nello stato federato del Maharashtra. In base al numero di abitanti la città rientra nella classe III (da 20.000 a 49.999 persone).

## Geografia fisica
La città è situata a 19° 30' 0 N e 77° 40' 0 E e ha un'altitudine di 413 m s.l.m..

## Società

### Evoluzione demografica
Al censimento del 2001 la popolazione di Hadgaon assommava a 23.328 persone, delle quali 12.116 maschi e 11.212 femmine. I bambini di età inferiore o uguale ai sei anni assommavano a 3.784, dei quali 1.959 maschi e 1.825 femmine. Infine, coloro che erano in grado di saper almeno leggere e scrivere erano 15.075, dei quali 8.897 maschi e 6.178 femmine.